# Wij van Wc-eend adviseren Wc-eend

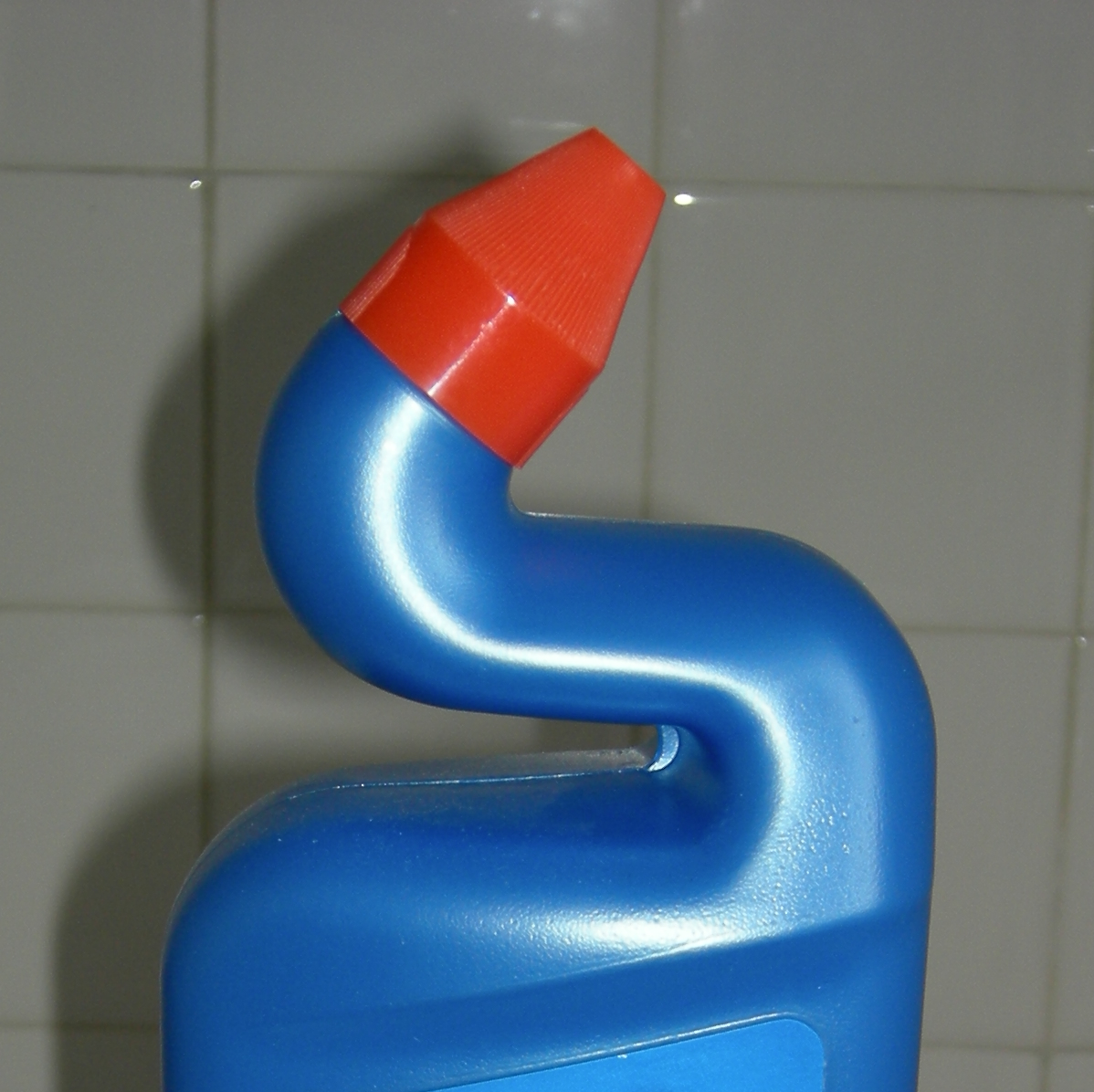
Wc-eend

Wij van Wc-eend adviseren: Wc-eend is een slagzin gebruikt in reclame-uitingen van het product Wc-eend. De slagzin werd in 1989 bedacht door Bart Kuiper en Hans van Dijk. De slagzin verwierf grote populariteit. Hij ging na de reclamecampagne een eigen leven leiden als uitdrukking die gebruikt wordt wanneer deskundigen advies geven dat hun eigen belang dient.
De slagzin won in 2007 de door het Genootschap voor Reclame georganiseerde verkiezing tot beste slogan aller tijden met 46% van de stemmen. Deze stemming werd beïnvloed door een oproep van weblog GeenStijl, dat wilde aantonen dat internetverkiezingen gemakkelijk te manipuleren zijn en dus onbetrouwbaar. Naast deze reden geeft GeenStijl aan dat "het ook leuk blijft af en toe te pesten".